# Pedro Antonio Díaz
Pedro Antonio Díaz (5 de julio de 1852 - 8 de mayo de 1919) fue Presidente interino de la República de Panamá como "Segundo Designado, Encargado del Poder Ejecutivo" mientras llegaba el recién nombrado Primer Designado Belisario Porras de Estados Unidos. 
Ejerció como industrial y en ocasiones en posiciones públicas durante las administraciones de los presidentes Obaldía, Valdés y Porras.